# Paul Villeneuve
Paul Yvon Villeneuve, né en 1943 et mort le 29 novembre 2019, est un professeur de géographie québécois. 
Il possède des baccalauréats de l'Université de Montréal (1963) et de l'Université d'Ottawa (1964), une licence de l'Université Laval (1967) et un doctorat de l'University of Washington à Seattle (1971).

## Distinctions
- 1996 - Membre de la Société royale du Canada
- 1998 - Prix de l'Association canadienne des géographes
- 2000 - Bourse Killam
- 2002 - Prix André-Laurendeau[4],[3]